# Ресава (Кавадарци)
Ресава (мкд. Ресава) је насеље у Северној Македонији, у јужном делу државе. Ресава је насеље у оквиру општине Кавадарци.
Због положаја на вештачком Тиквешком језеру Ресава је последњих година постала важно излетиште и викенд насеље Кавадарчана.

## Географија
Ресава је смештена у јужном делу Северне Македоније. Од најближег већег града, Кавадараца, насеље је удаљено 14 km јужно.
Насеље Ресава се налази у историјској области Витачево. Село је положено са десне стране Црне реке, која је у овом делу изградњом бране претворена у вештачко Тиквешко језеро. Југоисточно од насеља уздиже се бреговито подручје Витачево. Насеље је положено на приближно 310 метара надморске висине. 
Месна клима је континентална. 

## Становништво
Ресава је према последњем попису из 2002. године имала 144 становника.
Већинско становништво у насељу су етнички Македонци (100%).
Претежна вероисповест месног становништва је православље.